# Mikulášovice dolní nádraží
Mikulášovice dolní nádraží – stacja kolejowa w Mikulášovicach, w kraju usteckim, w Czechach. Znajduje się na wysokości 380 m n.p.m.
Jest zarządzana przez Správę železnic. Na stacji istnieje możliwości zakupu biletów i rezerwacji miejsc.

## Linie kolejowe
- 083 Rumburk – Sebnitz
- 084 Rumburk – Panský – Mikulášovice